# Gran Premi de Corea del 2010
El Gran Premi de Corea de Fórmula 1 de la Temporada 2010 es disputà al circuit de Yeongam a Yeongam, el 24 d'octubre del 2010.
El guanyador va ser Fernando Alonso.

## Qualificació
| Pos | No | Pilot              | Constructor          | Part 1   | Part 2   | Part 3   | Sortida |
| --- | -- | ------------------ | -------------------- | -------- | -------- | -------- | ------- |
| 1   | 5  | Sebastian Vettel   | Red Bull-Renault     | 1:37.123 | 1:36.074 | 1:35.585 | 1       |
| 2   | 6  | Mark Webber        | Red Bull-Renault     | 1:37.373 | 1:36.039 | 1:35.659 | 2       |
| 3   | 8  | Fernando Alonso    | Ferrari              | 1:37.144 | 1:36.287 | 1:35.766 | 3       |
| 4   | 2  | Lewis Hamilton     | McLaren-Mercedes     | 1:37.113 | 1:36.197 | 1:36.062 | 4       |
| 5   | 4  | Nico Rosberg       | Mercedes             | 1:37.708 | 1:36.791 | 1:36.535 | 5       |
| 6   | 7  | Felipe Massa       | Ferrari              | 1:37.515 | 1:36.169 | 1:36.571 | 6       |
| 7   | 1  | Jenson Button      | McLaren-Mercedes     | 1:38.123 | 1:37.064 | 1:36.731 | 7       |
| 8   | 11 | Robert Kubica      | Renault              | 1:37.703 | 1:37.179 | 1:36.824 | 8       |
| 9   | 3  | Michael Schumacher | Mercedes             | 1:37.980 | 1:37.077 | 1:36.950 | 9       |
| 10  | 9  | Rubens Barrichello | Williams-Cosworth    | 1:38.257 | 1:37.511 | 1:36.998 | 10      |
| 11  | 10 | Nico Hülkenberg    | Williams-Cosworth    | 1:38.115 | 1:37.620 |          | 11      |
| 12  | 23 | Kamui Kobayashi    | BMW Sauber-Ferrari   | 1:38.429 | 1:37.643 |          | 12      |
| 13  | 22 | Nick Heidfeld      | BMW Sauber-Ferrari   | 1:38.171 | 1:37.715 |          | 13      |
| 14  | 14 | Adrian Sutil       | Force India-Mercedes | 1:38.572 | 1:37.783 |          | 14      |
| 15  | 12 | Vitali Petrov      | Renault              | 1:38.174 | 1:37.799 |          | 201     |
| 16  | 17 | Jaime Alguersuari  | Toro Rosso-Ferrari   | 1:38.583 | 1:37.853 |          | 15      |
| 17  | 16 | Sébastien Buemi    | Toro Rosso-Ferrari   | 1:38.621 | 1:38.594 |          | 16      |
| 18  | 15 | Vitantonio Liuzzi  | Force India-Mercedes | 1:38.955 |          |          | 17      |
| 19  | 18 | Jarno Trulli       | Lotus-Cosworth       | 1:40.521 |          |          | 18      |
| 20  | 24 | Timo Glock         | Virgin-Cosworth      | 1:40.748 |          |          | 19      |
| 21  | 19 | Heikki Kovalainen  | Lotus-Cosworth       | 1:41.768 |          |          | 21      |
| 22  | 25 | Lucas di Grassi    | Virgin-Cosworth      | 1:42.325 |          |          | 22      |
| 23  | 20 | Sakon Yamamoto     | HRT-Cosworth         | 1:42.444 |          |          | 23      |
| 24  | 21 | Bruno Senna        | HRT-Cosworth         | 1:43.283 |          |          | 24      |

Notes:
1. ^  – Vitali Petrov ha estat penalitzat retrospectivament amb 5 posicions per causar un accident amb Nico Hülkenberg a la sortida del GP del Japó.[1]

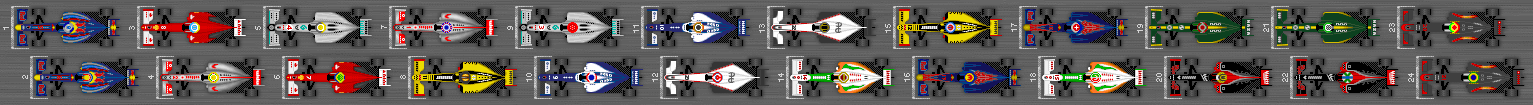
Posicions després de la qualificació

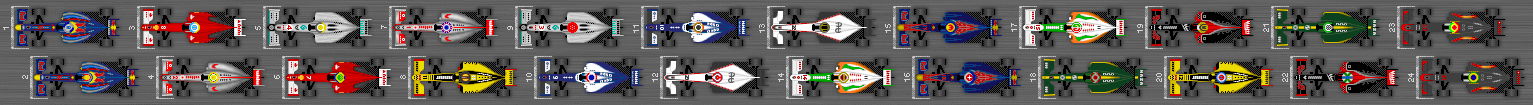
Posicions de la sortida després de les penalitzacions

## Resultats de la cursa
| Pos. | Nº | Pilot              | Equip                | Voltes | Temps/Retirada   | Graella | Punts |
| ---- | -- | ------------------ | -------------------- | ------ | ---------------- | ------- | ----- |
| 1    | 8  | Fernando Alonso    | Ferrari              | 55     | 2h 48' 20. 810   | 3       | 25    |
| 2    | 2  | Lewis Hamilton     | McLaren-Mercedes     | 55     | + 14.999 s       | 4       | 18    |
| 3    | 7  | Felipe Massa       | Ferrari              | 55     | + 30.868 s       | 6       | 15    |
| 4    | 3  | Michael Schumacher | Mercedes             | 55     | + 39.688 s       | 9       | 12    |
| 5    | 11 | Robert Kubica      | Renault              | 55     | + 47.734 s       | 8       | 10    |
| 6    | 15 | Vitantonio Liuzzi  | Force India-Mercedes | 55     | + 53.571 s       | 17      | 8     |
| 7    | 9  | Rubens Barrichello | Williams-Cosworth    | 55     | + 1' 09.257 min. | 10      | 6     |
| 8    | 23 | Kamui Kobayashi    | BMW Sauber-Ferrari   | 55     | + 1' 17.889 min. | 12      | 4     |
| 9    | 22 | Nick Heidfeld      | BMW Sauber-Ferrari   | 55     | + 1' 20.107 min. | 13      | 2     |
| 10   | 10 | Nico Hülkenberg    | Williams-Cosworth    | 55     | + 1' 20.851 min. | 11      | 1     |
| 11   | 17 | Jaime Alguersuari  | Toro Rosso-Ferrari   | 55     | + 1' 24.146 min. | 15      |       |
| 12   | 1  | Jenson Button      | McLaren-Mercedes     | 55     | + 1' 29.939 min. | 7       |       |
| 13   | 19 | Heikki Kovalainen  | Lotus-Cosworth       | 54     | + 1 Volta        | 21      |       |
| 14   | 21 | Bruno Senna        | HRT-Cosworth         | 53     | + 2 Voltes       | 24      |       |
| 15   | 20 | Sakon Yamamoto     | HRT-Cosworth         | 53     | + 2 Voltes       | 23      |       |
| Ret  | 14 | Adrian Sutil       | Force India-Mercedes | 46     | Col·lisió        | 14      |       |
| Ret  | 5  | Sebastian Vettel   | Red Bull-Renault     | 45     | Motor            | 1       |       |
| Ret  | 12 | Vitali Petrov      | Renault              | 39     | Accident         | 20      |       |
| Ret  | 24 | Timo Glock         | Virgin-Cosworth      | 31     | Col·lisió        | 19      |       |
| Ret  | 16 | Sébastien Buemi    | Toro Rosso-Ferrari   | 30     | Col·lisió        | 16      |       |
| Ret  | 25 | Lucas di Grassi    | Virgin-Cosworth      | 25     | Accident         | 22      |       |
| Ret  | 18 | Jarno Trulli       | Lotus-Cosworth       | 25     | Hidràulics       | 18      |       |
| Ret  | 6  | Mark Webber        | Red Bull-Renault     | 18     | Accident         | 2       |       |
| Ret  | 4  | Nico Rosberg       | Mercedes             | 18     | Col·lisió        | 5       |       |

## Altres
- Pole: Sebastian Vettel 1' 35. 585

- Volta ràpida: Fernando Alonso 1' 50. 257 (a la volta 42)